# チョン・イニョン
チョン・イニョン（ハングル表記：정인영、1985年 - ）は、大韓民国のアナウンサー。慶煕大学校の英語英文学科を卒業し、2011年にKBS N スポーツのアナウンサーとして入局した。2015年にフリーランスのアナウンサーになり、その後テレビ朝鮮、チャンネルA、tvNなどの様々な番組を担当している。8歳年上の実業家と2017年12月末に結婚することが報道された。